# 루이스 맨딜로어

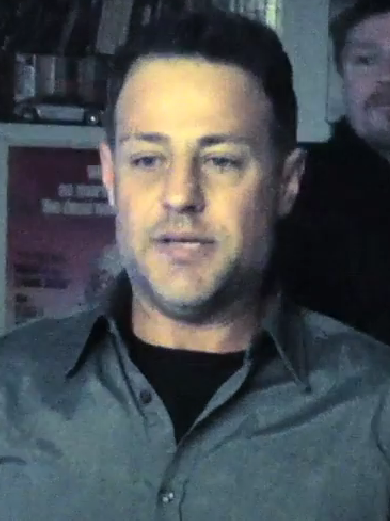

루이스 맨딜로어(영어: Louis Mandylor, 1966년 9월 13일 ~ )는 오스트레일리아의 배우이다.
멜버른에서 태어났다. 부모는 그리스계 이민자로, 그리스어 본명은 일리아스 테오도소풀로스(Ηλίας Θεοδοσόπουλος)이다.

## 출연 작품
- 뎁트 콜렉터 2 (2020년) - 수 역
- 리전맥스 (2019년)
- 더 브레이브 (2019년) - 레이 역
- 나이트 워크 (2019년)
- 람보 : 라스트 워 (2019년) - 보안관 역
- 뎁트 콜렉터: 스페셜 에이전트 (2018년) - 수 역
- 배틀 드론 (2018년)
- 고스트 블라인드 (2018년)
- 아스트로: 우주전쟁 (2018년)
- 스프레딩 다크니스 (2017년)
- 테이큰: 미녀들의 전쟁 (2017년) - 초카스 요원 역
- 멕시칸잡 (2017년)
- 섹스트립 (2016년)
- 브로큰 프로미스 (2016년)
- 데이라이트 엔드: 인류멸망의 날 (2016년)
- 코드 오브 아너 (2016년) - 제임스 페터슨 역
- 나의 그리스식 웨딩 2 (2016년) - 닉 역
- 어드벤쳐스 오브 어 피자 가이 (2015년)
- 런어웨이-72 (2015년)
- 엘우드 (2014년)
- 블랙아웃 (2014, The Blackout)
- 터널: 다크니스 디센딩 (2014년) - 락케히드 역
- 젯 셋 (2013년)
- 킬링 게임 (2013년)
- 죽은 자의 시간 (2013년) - 데이빗 역
- 여대생 파티 대학살 (2012년)
- 어 그린 스토리 (2012년) - 피터 역
- 라이프 앳 더 리조트 (2011년) - 토드 하베이 역
- 프로메테우스 프로젝트 (2010년) - 마르쿠스 역
- 시너스 앤 세인츠 (2010년) - 콜 역
- 베어 너클스 (2010년) - 네디쉬 역
- 제랄드 (2010년) - 제랄드 역
- 인 더 아이스 오브 어 킬러 (2009년)
- 롱 턴 앳 타호 (2009년) - 스테판 역
- 사일런트 베넘 (2009년)
- 익스트림 피어 (2009년) - 셰리던 역
- 더 드럼 비트 트와이스 (2008년) - 레로이 역
- 새터데이 모닝 (2007년)
- 테이크 (2007년)
- 데스 드라이브 (2007년)
- 게임 오브 데어 라이브스 (2005년)
- 화이트 러쉬 (2003년)
- 엔젤 블레이드 (2002년)
- 나의 그리스식 웨딩 (2002년) - 닉 역
- 사보타지 2 (2001년)
- 프라이스 오브 글로리 (2000년)
- 레릭 헌터 (1999년)
- 챔피언스 (1998년)
- 마피아 (1998년)
- 카운터포스 (1998년) - 피터 역
- 동양특급 로형사 (1998년)
- 블랙 어페어 (1997년)
- 퀘스트 (1996년)
- 라이프 101 (1995년)
- 가면 속의 음모 (1995년)
- 그레이스 언더 파이어 (1993년)
- 과외 수업 (1993, The Heartbreak Kid)
- 환희의 터치다운 (1991년)

### 텔레비전
- 프렌즈 (2000)